# Florian Egli
Florian Michael Benedikt Egli (Trasadingen, 1982) is een Zwitserse jazzmuzikant die alt- en sopraansaxofoon, klarinet en fluit speelt en componist is.

## Biografie
Egli speelde vanaf zijn vijfde blokfluit en piano, vanaf zijn elfde ging hij met de saxofoon aan de slag. Tijdens zijn schooltijd speelde hij in de funk- en hiphop-groep Moondogs, waarmee hij opnames maakte. Hij studeerde muziek aan de Hochschule der Künste in Zürich (bij Christoph Grab en Reto Suhner). Hij speelde in het Swiss Jazz Orchester en was lid van het Lucerne Jazz Orchestra, waarin hij meewerkte aan de albums Don't Walk Too Far en Berge Versetzen (met Claudio Puntin, 2010). Verder werkte hij met Jürg Wickihalder (Narziss und Echo, 2011). Hij werkt ook met eigen bands, The Murder of Amus Ames en Weird Beard,  Sinds 2008 is Egli ook betrokken bij de vereniging "Jazzbaragge“.

## Discografie
- Florian Egli's The Murder of Amus Ames: Murderish Good Music (Unit Records, 2010), met Claude Meier, Andreas Wettstein alsook Christoph Grab
- Weird Beard: Away (Unit Records, 2012), met Dave Gisler, Valentin Dietrich, Rico Baumann
- Florian Egli Weird Beard: Everything Moves (Intakt Records, 2016), met  Dave Gisler, Martina Berther, Rico Baumann